# Jacek Berensztajn
Jacek Berensztajn, född 16 oktober 1973 i Piotrków Trybunalski, är en polsk fotbollsspelare (mittfältare) som spelade för GKS Bełchatów, Odra Wodzisław Śląski och Zagłębie Sosnowiec i Polens högsta division Ekstraklasa.